# ماكسيم سميرنوف (لاعب كرة قدم)
ماكسيم سميرنوف (بالروسية: Смирнов, Максим Александрович)‏ هو لاعب كرة قدم روسي، ولد في 14 فبراير 2000 في سانت بطرسبرغ في روسيا. لعب مع زينيت سانت بطرسبرغ.

## وصلات خارجية
- ماكسيم سميرنوف (لاعب كرة قدم) على موقع قاعدة بيانات كرة القدم.إي يو (الإنجليزية)
- ماكسيم سميرنوف (لاعب كرة قدم) على موقع Soccerway.com (الإنجليزية)